# WTA Austrian Open 1981
Il WTA Austrian Open 1981 è stato un torneo di tennis giocato sulla terra rossa. È stata la 14ª edizione del torneo, che fa parte WTA Tour 1981. Si è giocato a Bregenz in Austria, dal 13 al 19 luglio 1981.

## Campionesse

### Singolare
Claudia Kohde Kilsch ha battuto in finale  Sylvia Hanika con il punteggio di 7–5, 7–6

### Doppio
Claudia Kohde Kilsch /  Eva Pfaff  hanno battuto in finale  Elizabeth Little /  Yvonne Vermaak con il punteggio di 6–4, 6–3